# Saula simplicicollis
Saula simplicicollis is een keversoort uit de familie zwamkevers (Endomychidae). De wetenschappelijke naam van de soort werd in 1922 gepubliceerd door Maurice Pic.